# Нехвороща (Полтавський район)
Нехворо́ща (у період 1783–1797 — Алексополь) — село в Україні, центр Нехворощанської сільської громади Полтавського району Полтавської області. Колишній районний центр. Населення становить 2144 осіб. Орган місцевого самоврядування — Нехворощанська сільська рада.

## Географія
Село Нехвороща знаходиться на правому березі річки Оріль в місці впадання в неї річки Нехворощанка, вище за течією примикає село Коновалівка, нижче за течією на відстані 1,5 км розташоване село Бурти, на протилежному березі — села Чернеччина (Магдалинівський район) та Гупалівка Дніпропетровської області, вище за течією на відстані 1 км розташоване село Мала Нехвороща, річка в цьому місці звивиста, утворює лимани, стариці та заболочені озера.

## Символіка
Затверджена 29 січня 2003 року. Автор - Андрій Гречило.

### Герб
Офіційний герб було створено на основі печатки від 1721 року. Лазуровий щит із золотим костурним (миличним) хрестом. Щит прикрашено срібним декоративним картушем і червоною мурованою короною, як символ того, що Нехвороща була сотенним містечком.

## Населення

### Мова
Розподіл населення за рідною мовою за даними перепису 2001 року:
| Мова            | Кількість | Відсоток |
| --------------- | --------- | -------- |
| українська      | 2463      | 97.04%   |
| російська       | 64        | 2.52%    |
| румунська       | 4         | 0.16%    |
| вірменська      | 2         | 0.08%    |
| білоруська      | 1         | 0.04%    |
| грецька         | 1         | 0.04%    |
| інші/не вказали | 3         | 0.12%    |
| Усього          | 2538      | 100%     |

## Історія

### Адміністративне значення
Село засноване у 1673 році вихідцями з Правобережної України. Наступного, 1674 року гетьманом Іваном Самойловичем тут була створена Нехворощанська сотня, яка входила до складу Полтавського полку. З 1752 р. сотник також підпорядковувався російському коменданту місцевого гарнізону. 1764 р. сотню було ліквідовано, і включено до Новоросійської губернії.
Відомі згадки про сотників сотні:
- Сухомлин Федір Іванович (1685—1700)
- Ганжа Василь (1700)
- Стецько (1708—1714)
- Самойлович Трохим (1716—1718)
- Савич Гордій (1721—1732)
- Демиденко Степан (1722, наказний)
- Палецький Іван (1727, наказний)
- Слоновський Каленик Прокопович (1737—1752)
- Сулима (1752).

### Нехвороща у XVII—XVIIIст.
1679 року гетьман Іван Скоропадський наділив землями сіл Нехворощі полтавського полковника І. Черняка. Поселенці становили прикордонну варту, кінну і піхотну. У 1692 році жителі відбили напад татар. У 1696, 1736 та 1737 рр. містечко руйнували татари і багато жителів села було забрано в полон. Поблизу села існувало 2 монастирі, що підлягали кошу Запорізької Січі: Самарський Миколаївський та Нехворощанський Успенський на лівому березі Орелі.
У 1765 році Нехвороща в складі Царичанського повіту увійшла до Новоросійської губернії. 1784 року містечко перейменували на Алексополь та зробили центром Алексопольського повіту. В кінці століття місту було повернуто початкову назву, а населення перетворено на державних селян. Існує дві версії походження нової назви: 1) більш найімовірніша, на честь онука Катерини II Олександра Павловича 1777 р.н., майбутнього імператора, 2) менш імовірніша, на честь російського шеф-генерал-майора Федора Пантелеймоновича Алексополя (1758—1816 рр.), адже відомо, що в 1781 р. він у віці 23 років лише випускається з кадетського корпусу у чині прапорщика і до моменту перейменування Нехворощі в 1784 р. був нікому не відомим молодим офіцером, на честь якого в жодному разі б не називали повітовий центр.

### Село у XIXст.
У 1889 р. в Нехворощі було 980 дворів і проживало 7240 чоловік. А у 1892 в селі було 3 церкви, волосне управління, поліцейський урядник, хлібний магазин, салотопний завод, початкове училище з 2 вчителями, дві церковнопарафіяльні школи і дві школи грамоти, де навчалось 40 хлопчиків і лише 1 дівчинка. Щорічно проходило 3 ярмарки, щотижня — базар. З 6223 жителів селян у 1893 р. письменних було — 158 чоловіків і 2 жінки.

### Село у XX ст
В 1923 р. Нехвороща стає районним центром Нехворощанського району, який проіснував до 1962 р.
З вересня 1941 до вересня 1943 р. село знаходилося в німецькій окупації, входило до Полтавського гебіту.

## Нехворощанський Успенський Заорільський монастир
Нехворощанський чоловічий монастир був заснований у 2-й пловині XVII ст. на лівому березі р. Оріль в урочищі Монастирище. Територія монастиря була розміром 50х50 сажнів, на якій були побудовані Соборна та Трапезна церкви, келії, будинок настоятеля, господарські будівлі.
Монастир володів Млином на Орелі, лісом, двома рибними озерами, слободами Гупалівка та Нехворощанська Чернеччина. Одне із озер звалось Святим, а ліс — Рідкодубом. Монастир називався «войсковим» і відбудував певні повинності на користь війська. Під час Російсько-турецької війни 1735—1739 рр. монастир був укріплений бастіонними валами. Тут також знаходився шпиталь для старих і немічних козаків, а ченцями були колишні запорожці.
Після ліквідації Запорізької Січі Нехворощанський монастир почав занепадати. 1780 р. тут було розміщено Катеринославське духовне управління, а 1786 року монастир ліквідовано. 1799 р. монастирську церкву перенесли до Нехворощанської Чернеччини, але тут продовжувало існувати кладовище.

## Васильківська фортеця
У 1731 році розпочалось будівництво Української лінії, і за планом поблизу Нехворощі було споруджено одну з фортець, яка розташовувалась на підвищення на правому березі річки Оріль. Вона пізніше отримала назву Васильківської. Довжина фортеці сягала 50-110 саженів, а ширина — 50 саженів. Тут розташовувався гарнізон фортеці. У 1770-х рр. з побудовою Дніпровської лінії значення Васильківська фортеця занепадає, з неї було виведено гарнізон. Збереглися залишки земляних укріплень.

## Економіка
- ПАФ «Нехвороща».
- Нехворощанське приватне Інкубаційно-птахівниче підприємство.

## Об'єкти соціальної сфери
- Нехворощанський ліцей
- Будинок дитячої та юнацької творчості.
- Будинок культури.
- Заклад дошкільної освіти "Сонечко"
- Амбулаторія загальної практики сімейної медицини

## Цікаві факти
- У селі проходили зйомки художнього фільму «Цвітіння кульбаби» (1992 року, реж. Олександр Ігнатуша).

## Відомі люди

### Народились
- Воротник Степан Григорович — радянський військовий льотчик, Герой Радянського Союзу.
- Зеленська Катерина Феофілактівна — українська радянська діячка.
- Прийдан Іван Харитонович — український художник і педагог.
- Смик Олександр Миколайович — український архітектор.